# Margites singularis
Margites singularis là một loài bọ cánh cứng trong họ Cerambycidae.